# Зумурруд (кратер)
Зумурруд (лат. и англ. Zumurrud) — 21-километровый ударный кратер на поверхности луны Сатурна — Энцелада. Координаты центра — 21°54′ ю. ш. 181°34′ з. д. / 21,9° ю. ш. 181,57° з. д. Этот кратер — десятый по величине на Энцеладе, его диаметр составляет 21 км. Кратер был обнаружен в 2005 году на снимках космического аппарата «Кассини-Гюйгенс». Снимки сделанные станцией рассказали многое о геологии кратера. Так, большая куполообразная структура занимает внутреннюю часть кратера. Она представляет собой его центральную горку (возникшую вследствие релаксации поверхности после удара). В кратере присутствуют каньоны глубиной в несколько сотен метров. Помимо этого, на стенках кратера были обнаружены многочисленные разломы, а также несколько кратеров. Название кратера получило официальное утверждение в 2006 году.
Назван в честь Зумурруд — персонажа, описанного в сборнике народных сказок «Тысяча и одна ночь».